# マラーター同盟

マラーター同盟
मराठा साम्राज्य

黄色がマラーター同盟の版図、1760年代。

マラーター同盟（マラーターどうめい、英語：Maratha Confederacy、1708年 - 1818年）は、中部インドのデカン高原を中心とした地域に、マラーター王国及びマラーター諸侯（サルダール）によって結成された連合体。マラーター連合（マラーターれんごう）とも呼ばれる。
18世紀にムガル帝国の衰退に乗じて独立し、一時はインドの覇権を握った。だが、同紀末から19世紀初頭にかけて、インド全域に勢力を伸ばすイギリス東インド会社との3度のマラーター戦争で敗れ、解体した。その領土はイギリス東インド会社の直接支配下に入り、王国や諸侯の領土は藩王国に編成された。

## 歴史

### 前史、マラーター王国の建国

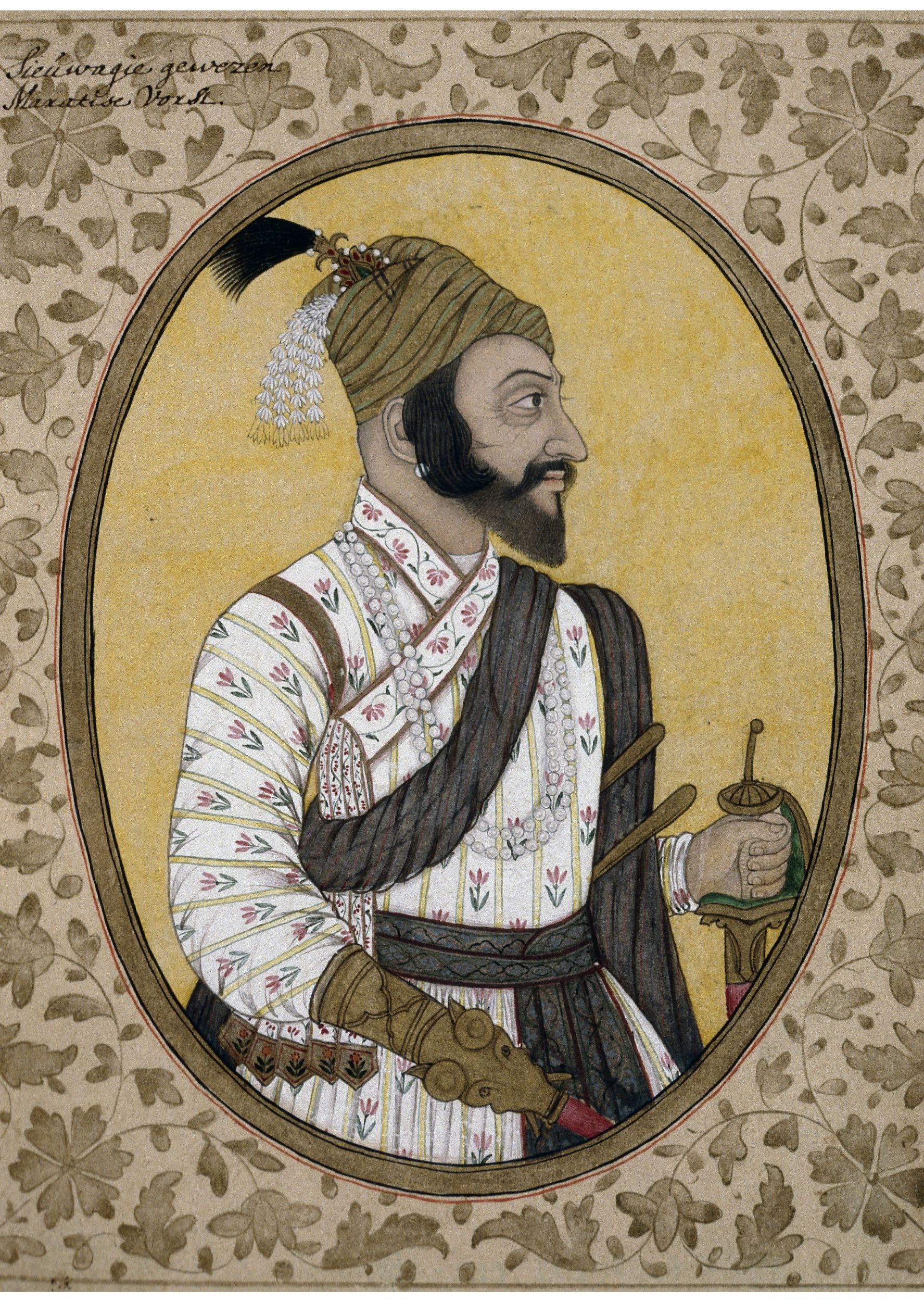
シヴァージー

1660年前後よりデカン高原西部にて、シヴァージーの率いるヒンドゥー教徒のマラーターがムガル帝国に反乱を起こす。シヴァージーはマラーター王国を建国、長期間のゲリラ戦にてムガル帝国の皇帝アウラングゼーブを苦しめた。
1680年シヴァージーが死んで、息子のサンバージーが後を継いだが、アウラングゼーブのムガル帝国軍がムスリム五王国のビジャープル王国、ゴールコンダ王国を滅ぼしデカンでの戦いを有利に進めていく中で、彼は1689年にムガル帝国との戦いでとらえられて、処刑されてしまった。
サンバージーが殺されてしまい、その弟のラージャーラームは南インドに逃げて王国を復興しようとしたが、ムガル帝国が一時的に南端部を除く全インドを支配した。結果的に王国が復興したのは彼の死後、妻ターラー・バーイーの時代だった。

### マラーター同盟の形成と領土拡大

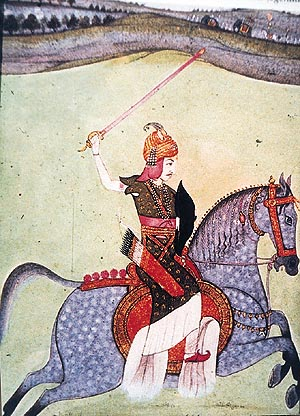
バージー・ラーオ

26年間続いたデカン戦争で、マラーター王国は一時衰退したものの、アウラングゼーブが死ぬと、1708年にシャーフーが即位した。そして、マラーター王国が中心なり、王国の諸侯（サルダール）とともに連合してマラーター同盟を結成した。ただし、同盟が形成されるのはもう少し後の話である。
1713年、バラモンのバーラージー・ヴィシュヴァナートが宰相となって同盟を率いた。彼はマラーター同盟の基礎を作り、1719年にはマラーター諸侯を連れてサイイド兄弟がファッルフシヤルを打倒するのに協力した。
1720年、バーラージー・ヴィシュヴァナートが死亡すると、その息子であるバージー・ラーオ1世が宰相となった。彼はシヴァージーの再来といわれ、ムガル帝国の分裂と衰退に乗じてデカンからインド中部、北インド全体に勢力を伸ばし、1737年には弱体化したムガル帝国の首都のデリーを攻撃した。
バージー・ラーオの宰相在任期間、マラーター王国はデカンを越えて、帝国とも言えるほど広大な版図を領するようになった。その一方で随行した武将であるマラーター諸侯に征服地を領有させ、諸侯が王国宰相に忠誠と貢納を誓い、宰相がその領土の権益を認める形をとった。
これにより、北インドにはシンディア家、マールワーにはホールカル家、グジャラートにはガーイクワード家がそれぞれ統治を許された。のちにこの統治形態を見たイギリス人は、これを「マラーター同盟」と呼んだ。ただし、宰相や諸侯らの間には明確な同盟関係があったわけではなく、後述する複雑な対立関係も存在した。
とはいえ、バージー・ラーオは治世20年のあいだに、マラーター王権（ボーンスレー家）を名目化し、王国宰相が事実上の「王」となり、王国宰相が同盟の盟主を兼ねる「マラーター同盟」を確立させることに成功している。また、1731年から1732年にかけて、バージー・ラーオはプネーに巨大な宰相の宮殿であるシャニワール・ワーダーを建設し、プネーに独自の勢力基盤を持った。
その息子バーラージー・バージー・ラーオの在任期間、1750年にマラーター王国の行政府をサーターラーからプネーに移し、完全に王国の実権を掌握した。
領土もさらに拡大し、オリッサ、ベンガルなどに侵攻し、各地の王国からは貢納を取り立て、ムガル帝国の内政にも関与した。さらに、1757年にはパンジャーブ一帯を制圧した（マラーターのインド北西部征服）。そのため、一時はインド全域の覇者になるかと思われた。

### 大敗と結束の弛緩

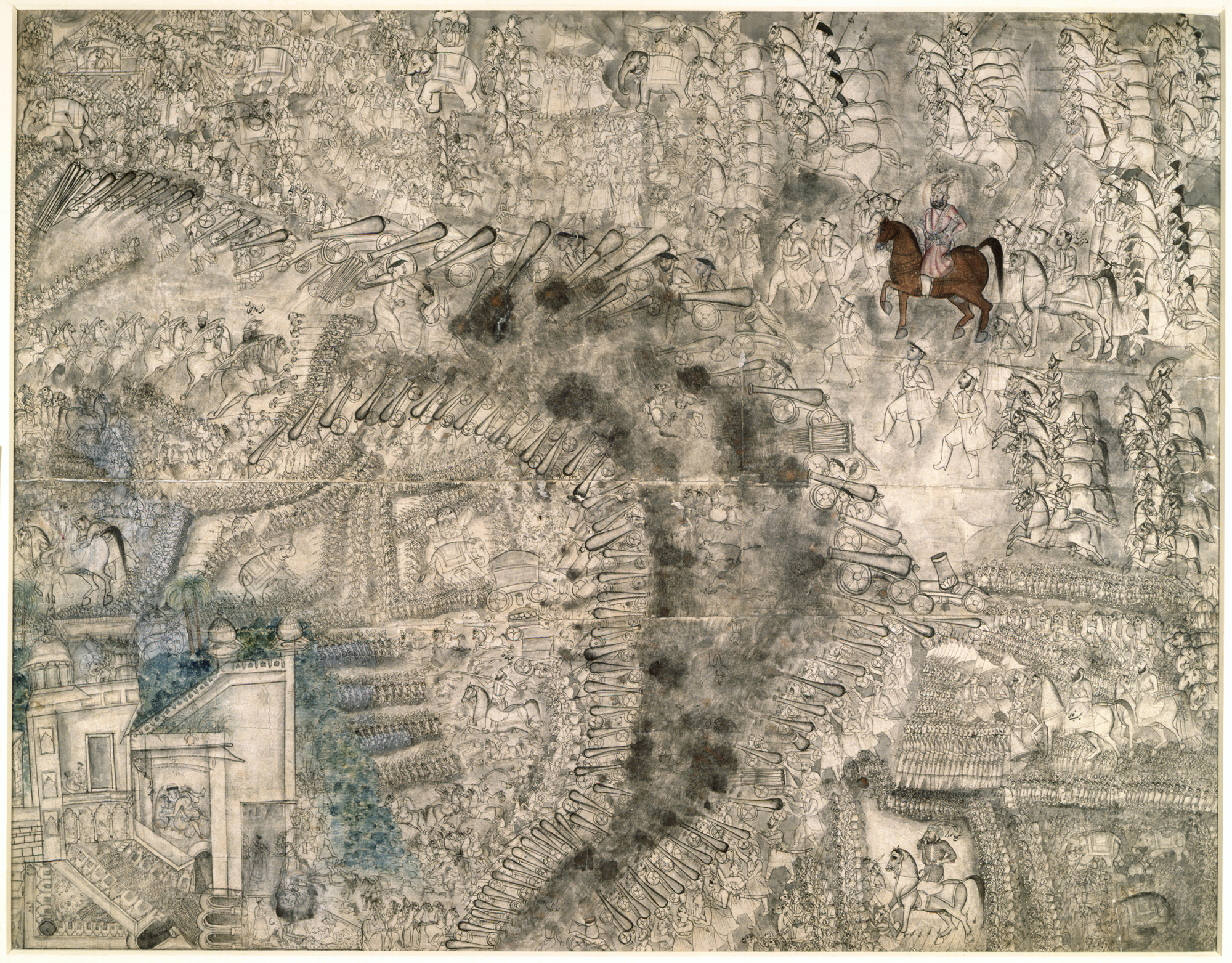
第三次パーニーパトの戦い

1761年1月14日、南下してきたアフガン勢力（ドゥッラーニー朝）のムスリム同盟軍に第三次パーニーパトの戦いで大敗し、数万の犠牲者を出したことにより衰退に向かう。バーラージー・バージー・ラーオの治世末のことであった。
バーラージー・バージー・ラーオの死後、マラーター王国の宰相府は統率力を失い、同盟の結束は緩んだ。これ以降、同盟の有力な諸侯であるナーグプルのボーンスレー家、インドールのホールカル家、グワーリヤルのシンディア家、ヴァドーダラーのガーイクワード家が分立した。
だが、宰相マーダヴ・ラーオの奮闘もあり、同盟はなんとか勢力を保つことができた。彼は北方ではアフガン勢力を討ち、南方ではムスリム軍人ハイダル・アリーのもとで台頭するマイソール王国を抑えた。

### 第二次マラーター戦争、マラーター勢力の緩やかな連携

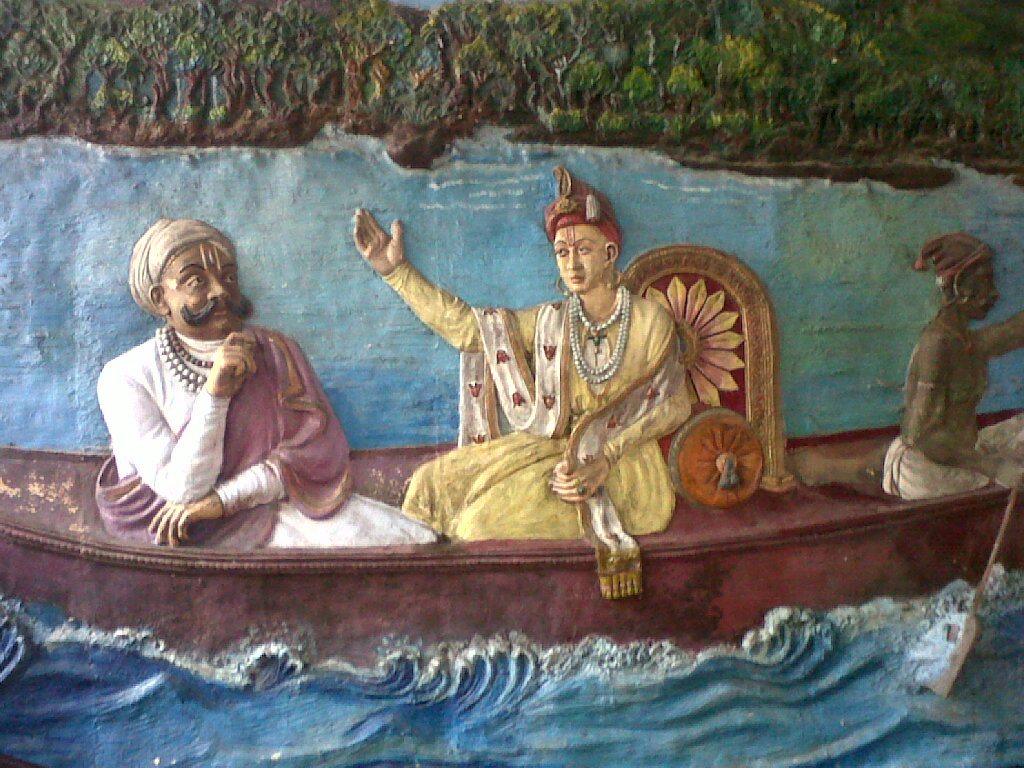
マーダヴ・ラーオ・ナーラーヤンとマハーダージー・シンディア

1772年8月、マーダヴ・ラーオの没後、弟ナーラーヤン・ラーオが継いだものの、彼は宰相位を狙う叔父ラグナート・ラーオによって殺された。
しかし、1774年、宰相府はラグナート・ラーオを廃位して、ナーラーヤン・ラーオの死後に生まれた息子マーダヴ・ラーオ・ナーラーヤンを宰相とした。そのため、不利になったラグナート・ラーオがイギリスに援助を求め、第一次マラーター戦争が起こった。
第一次マラーター戦争では、マラーターが優勢でイギリスが苦戦し、サルバイ条約で兵を引かざるを得なかった。
18世紀末、マラーター勢力はマーダヴ・ラーオ・ナーラーヤンを擁する権臣ナーナー・ファドナヴィースのもと、緩やかな連携を保っていた。
他方、諸侯は独自に軍事活動を行っており、なかでもシンディア家が最も有力であった。その当主マハーダージー・シンディアは北インドに広大な領土を有し、ムガル帝国の内政にも関与して、1784年にはムガル帝国の摂政に任命された。ただし、マハーダージーはマラーター王国ではナーナー・ファドナヴィースに対立する派閥に手を貸していたし、ホールカル家とも領土をめぐり対立していた。

### 深刻な対立と第二次マラーター戦争

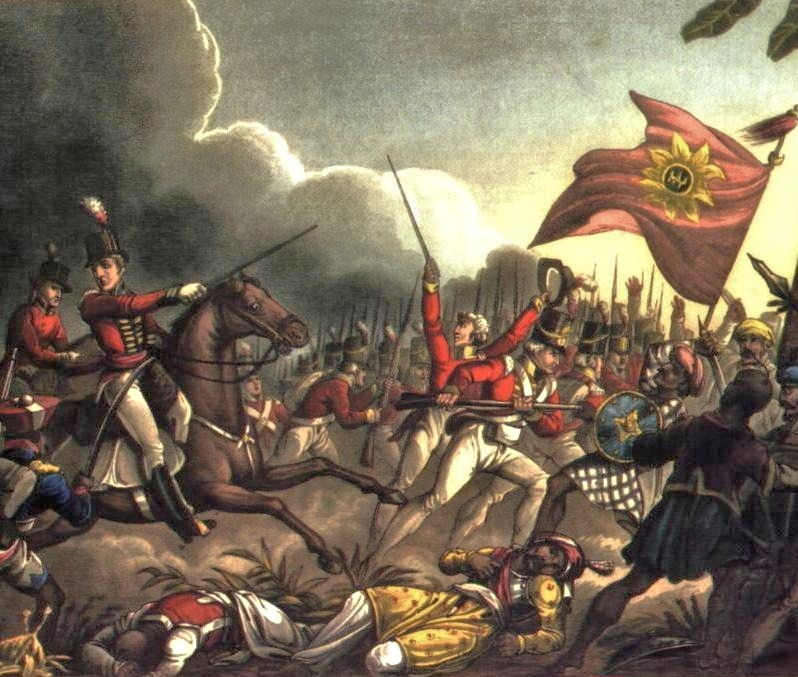
第2次マラーター戦争、アッサイェの戦い

1795年10月、宰相マーダヴ・ラーオ・ナーラーヤンが自殺したため、諸侯間で宰相位をめぐる争いがおこり、翌1796年にラグナート・ラーオの息子バージー・ラーオ2世が宰相となった。
しかし、ナーナー・ファドナヴィースが死ぬとバージー・ラーオ2世と諸侯との関係は険悪となり、特にホールカル家の当主ヤシュワント・ラーオ・ホールカルとは激しく対立した。ホールカル家はシンディア家とも争っており、1800年にはウッジャインの戦いでホールカル家がシンディア家を破っている。
1802年、バージー・ラーオ2世とホールカル家の対立から、ヤシュワント・ラーオはプネーを攻めた。そして、宰相府とシンディア家の連合軍を破り、プネーを占拠した。
同年12月31日、バージー・ラーオ2世はイギリスと軍事保護条約を締結し、1803年にその援助でプネーに帰還した。だが、マラーター諸侯はイギリスが介入したことを脅威に思い、また条約ではマラーター王国の領土割譲も約されていたため、マラーター諸侯とイギリスとの間で第二次マラーター戦争が勃発した。
第二次マラーター戦争では、マラーター諸侯は連携した行動をとることができず、ガーイクワード家に至っては中立を保つほどであり、イギリスはボーンスレー家、シンディア家、ホールカル家を破り、諸侯の力を削いだ。諸侯から割譲された領土は「征服領土」とよばれ、ベンガル管区に組み込まれた。

### 第三次マラーター戦争と同盟の解体
1814年、宰相バージー・ラーオ2世とガーイクワード家との間にグジャラートのアフマダーバード領有をめぐり争いが発生した。その調停はイギリスにゆだねられたが、1815年7月14日にガーイクワード家からプネーに派遣された使節ガンガーダル・シャーストリーを、バージー・ラーオ2世の家臣が殺害してしまう。
1817年6月13日、イギリスはこのことからバージー・ラーオ2世に対して、新たな条約プネー条約を押し付けた。これは形式的にも実質的にもマラーター同盟を解体することを強制するものであった。
バージー・ラーオ2世がイギリスの押しつけたプネー条約に耐え切れず、11月にイギリス軍に対して攻撃を開始した。ここに第三次マラーター戦争が勃発した。ボーンスレー家、シンディア家、ホールカル家といったマラーター諸侯も味方したが次々に制圧され、1818年6月にはバージー・ラーオ2世も降伏した。
バージー・ラーオ2世の降伏をもって、マラーター王国の宰相府は崩壊し、マラーター同盟は名実ともに解体された。宰相府の領土はボンベイ管区に併合され、バージー・ラーオ2世は北インドのカーンプル近郊ビトゥールへ追放された。
他方、マラーター王国とコールハープル・マラーター王国はそれぞれ藩王国としてそれぞれ存続を許された。また、有力諸侯シンディア家、ホールカル家、ボーンスレー家、ガーイクワード家も藩王国として存続を許された。南マラーター地方にはゴールパデー家、パトワルダン家など小さな諸侯国も多かったが、それらも藩王国として存続を認められた。

## マラーター同盟の構成勢力
- マラーター王国
- コールハープル・マラーター王国
- タンジャーヴール・マラーター王国
- ホールカル家（インドール）
- シンディア家（グワーリヤル）
- ボーンスレー家（ナーグプル）
- ガーイクワード家（ヴァドーダラー）
- パワール家（ダール、デーワース）
- ゴールパデー家（ムドール）
- パトワルダン家（クルントワード、ミラジ）

ほか

## マラーター同盟の盟主
- バーラージー・ヴィシュヴァナート（在位；1713年 - 1720年）
- バージー・ラーオ1世（在位：1720年 - 1740年）
- バーラージー・バージー・ラーオ（在位：1740年 - 1761年）
- マーダヴ・ラーオ（在位：1761年 - 1772年）
- ナーラーヤン・ラーオ（在位：1772年 - 1773年）
- ラグナート・ラーオ（在位：1773年 - 1774年）
- マーダヴ・ラーオ・ナーラーヤン（在位：1774年 - 1795年）
- バージー・ラーオ2世（在位：1795年 - 1818年）